# Национален дарителски фонд „13 века България“
Националният дарителски фонд „13 века България“ е благотворителна организация в България. Има статут на юридическо лице със седалище в София.
Има за цел да организира и подпомага дарителската дейност от български и чуждестранни физически и юридически лица в подкрепа на образованието, науката, културата, възстановяването и опазването на исторически и културни ценности, здравеопазването и други социални сфери.

## История
Учреден е като фонд „1300 години България“ с Постановление № 51 на Министерския съвет от 17 декември 1981 г. във връзка с честването на 1300 години от създаването на българската държава.
Със Закона за Националния дарителски фонд „13 века България“, публикуван в Държавен вестник, бр. 12 от 9 февруари 2001 г., фондът е преобразуван, утвърдени са основните му цели и задачи, както и структурата и начинът му на управление.
Със средства на фонда:
- е построен 12-метров паметник на Съединението в Пловдив (1985)
- е построен музеят „Земята и хората“ в София (1986)
- е построен мемориалът на загиналите български войни за Обединението на България в Разград (2020)
- са възстановени военни гробища в Добрич и Тутракан (2019)
- са реставрирани къщите музеи на Борис Христов (2006) и Панчо Владигеров (2005) в София
- е започнато изоставеното строителство на Дом на българите в чужбина (1983 – 1995) в София

## Структура
Структурата на Фонда включва централното управление в София и регионални поделения в Самоков, Трявна и Сливен. Органите за управление на Фонда са Управителният съвет и изпълнителният директор. По право членове на УС са министрите на културата, на здравеопазването, на образованието и науката и на труда и социалната политика.

## Изпълнителни директори
- Недялко Петков (1989 – 1990[4])
- Кин Стоянов (1992 – 1995[5])
- Александър Миланов (1995 – 1996[4])
- Кин Стоянов (1997 – 2005[5])
- Тошо Пейков (2006 – 2010[6])
- Греди Асса (2010 – 2015[7])
- Митко Тодоров (2015 – 2018[3])
- Слава Иванова (от 2018 г.[1])

## Почетен знак „13 века България“
През 2016 г. управителният съвет на фонда с председател Вежди Рашидов, по това време министър на културата на Р. България, приема статут за критериите, условията и реда за връчване на почетен знак на името на фонда. Съгласно статута почтеният знак се присъжда на български и на чуждестранни граждани, обществени организации, творчески съюзи, граждански сдружения, търговски дружества и др. за особени заслуги в областта на дарителската дейност, образованието, науката, културата, възстановяването и опазването на исторически и културни ценности, здравеопазването и други социални сфери, свързани с основните цели и дейност на НДФ „13 века България“, както и принос за развитието и престижа му.

### Носители на почетен знак „13 века България“
- Георги Йорданов
- Цанко Живков
- Серги Гьошев
- Кин Стоянов
- Тошо Пейков
- Стефан Данаилов
- Греди Асса
- Мария Стайкова
- Златко Паунов
- Васил Геров
- Димитър Казаков
- Георги Лозанов
- Димитър Коруджиев
- Вера Мутафчиева
- Деян Енев
- Георги Величков
- Боян Биолчев
- Миглена Николчина
- Любен Петков
- Клео Протохристова
- Национална гимназия за приложни изкуства „Тревненска школа“, Трявна
- Български форум на бизнес лидерите
- Вера Ганчева
- Цветана Цанова
- Анастасия Толева
- Райна Стефчева
- Национална художествена гимназия „Цанко Лавренов“, Пловдив
- Виктория Василенко
- Михаил Малеев[9]